# Andrej Zjeljazkov
Andrej Kolev Zjeljazkov (Bulgaars: Андрей Колев Желязков) (Radnevo (Oblast Stara Zagora), 9 juli 1952) is een voormalig Bulgaars voetballer die sinds 2004 als scout werkt bij de Nederlandse voetbalclub Feyenoord. In 1980 werd hij verkozen tot Bulgaars voetballer van het jaar.
Vandaag de dag houdt hij nog steeds het record met de meest gespeelde wedstrijden en de meeste doelpunten voor Slavia Sofia.

## Erelijst
Feyenoord
- Nederlands landskampioenschap

1984
- KNVB beker

1984